# 约翰·米德格雷
约翰·米德格雷（英語：John Midgley）英国音频工程师。他赢得了1次奥斯卡最佳音响效果奖，并获得了2次提名。自1977年起，米德格雷参与制作了90多部电影。

## 部分影视作品
米德格雷赢得过1次奥斯卡金像奖，并获得了2次提名。
获奖
- 雨果 (2011)[1]

提名
- 星球大战前传1：幽灵的威胁 (1999)[2]
- 国王的演讲 (2010)[3]